# Пршездецкий, Александр
Граф Александр Нарциз Пршездецкий (Пшездецкий) (пол. Aleksander Narcyz Przezdziecki; 29 июля 1814, Чёрный Остров, Подольская губерния (ныне Хмельницком районе Хмельницкой области Украины) — 26 декабря 1871, Краков, Австро-Венгрия) — польский историк, медиевист, писатель, издатель, член Польской геральдической комиссии (с 1847).

## Биография

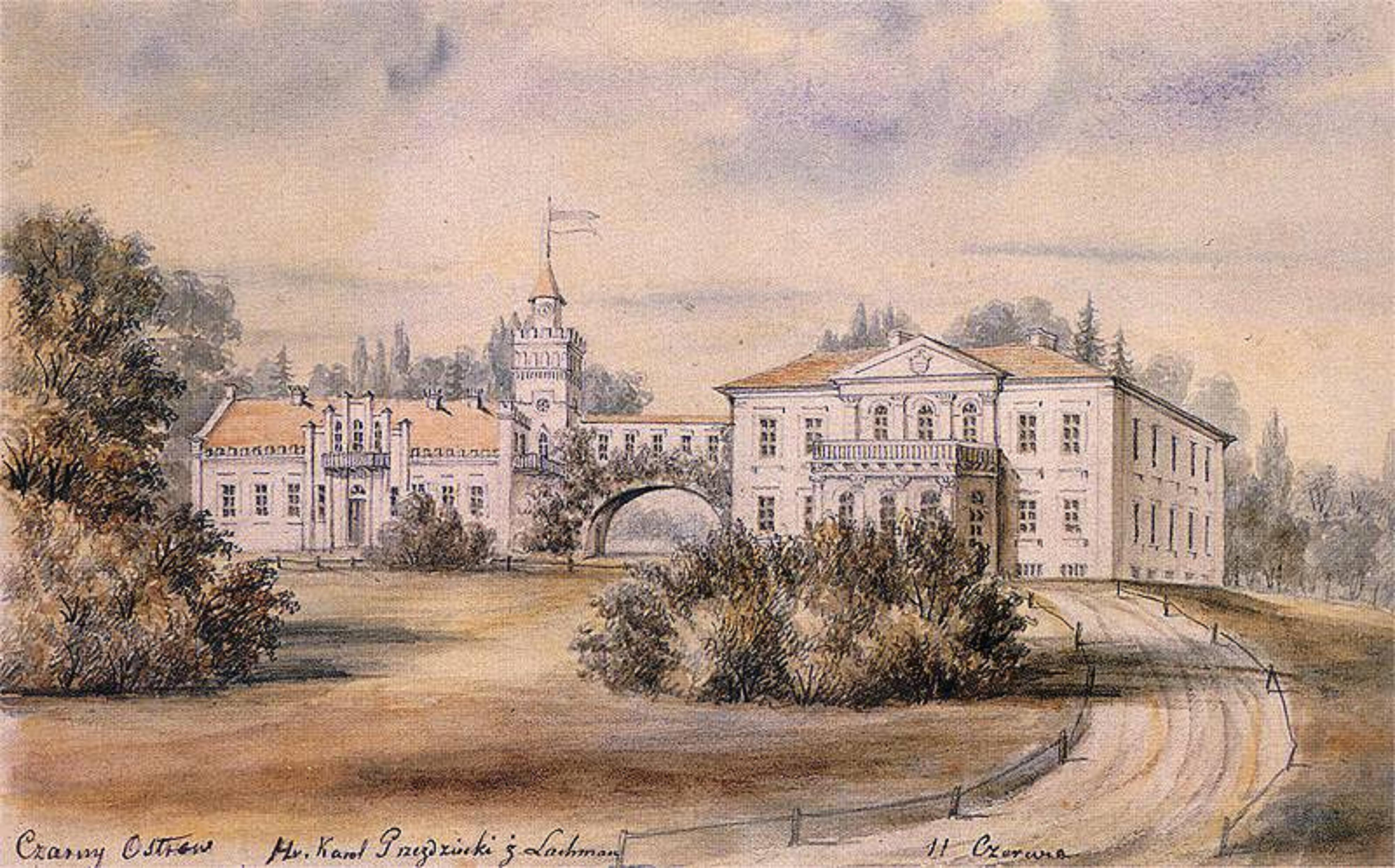
Наполеон Орда. Дворцовый комплекс Пршездецких (1871—1873) в Чёрном Острове.

Представитель графского рода Пржездзецких. Сын подольского губернского предводителя дворянства Константина Пршездецкого и Аделаиды Олизар, дочери подчашего Великого княжества Литовского, шамбелана польского королевского двора Филиппа Олизара и Людвики урожденной Немирович-Щит.
В 1831 окончил Кременецкий лицей, в 1833—1834 — продолжил учёбу в Берлинском университете. С 1847 жил в Варшаве.
В 1842 году основал в своем поместье в Чёрном Острове библиотеку рода Пржездзецких.

## Научно-историческая деятельность
Занимался историческими исследованиями. Совершил ряд поездок в поисках архивных документов, касающихся польского вопроса в Германию, Францию, Швейцарию и Италию. Издал много исторических актов и сочинений.
В 1850 опубликовал труд «Wiadomość bibliograficzna o rękopisach zawierających w sobie rzeczy polski przejrzanych po niektórych bibliotekach i archiwach zagranicznych w latach 1846—1849».
В 1852 издал книгу «Listy Annibala z Kapui arcybiskupa napolitańskiego nuncyusza w Polsce, o bezkrólewiu po Stefanie Batorym i pierwszych latach panowania Zygmunta III», касающуюся периода бескоролевья в Польше после смерти Стефана Батория и начале правления Сигизмунда III. За ней в 1854 году последовала книга о домашнем быте королевского двора при Ягелло и его супруге Ядвиге «Życie domowe Jadwigi i Jagiełły z rejestrów skarbowych z lat 1388—1414 — rejestry przychodów i wydatków królewskich».
В 1850-х годах начал издавать труды летописца Яна Длугоша, автор «Истории Польши» в 12 томах. Несколько раз выезжал за границу в поисках рукописей и лучших копий его трудов.
В 1863—1864 издал «Liber Beneficiorum», а в 1867—1870 — «Dzieje polskie w księgach dwunastu» («Истории Польши» в 12 томах), первое в Польше полное издание трудов Яна Длугоша. В 1862 подготовил и опубликовал «Kronikę Wincentego Kadłubka» («Хронику Викентия Кадлубка»).

## Избранные публикации
- «Szwecyja, wspomnienia jesienne z r. 1833» (Варшава, 1836; Вильно, 1845),
- «Próby dramatyczne polskie» (Вильно, 1841),
- «Jadwiga» — историческая драма (там же, 1844),
- «Podole, Wolyń, Ukraina, obrazy miejsc i czasów» (Вильно, 1841),
- «Wiadomości biblijograficzne о rękopisach po biblijotekach i archiwach zagranicznych» (Варшава, 1850),
- «Paweł z Przemankowa» (Варшава, 1851),
- «O Polakach w Bolonii i Padwie» (там же, 1852),
- «Slady Bołesławów polskich po obcych krajach» (там же, 1853),
- «Zycie domowe Jadwigi i Jagiełły» (там же, 1854),
- «Jagełłonki» (Краков, 1870) и др.